# Yuka Murofushi
Yuka Murofushi (室伏 由佳, Murofushi Yuka), née le 11 février 1977, est une athlète japonaise, lanceuse de disque et de marteau.

## Biographie
C'est la sœur de Kōji Murofushi et la fille de Shigenobu Murofushi, tous deux lanceurs de marteau. Sa mère est Serafina Moritz, une ancienne lanceuse de javelot roumaine.
Yuka Murofushi commence une carrière au lancer du disque, obtenant plusieurs titres nationaux entre 1999 et 2010.
Elle se met progressivement au lancer du marteau et, en 2004, bat trois fois le record national pour le porter à 67,77 m. Ce record tient jusqu'en 2023, où il est battu par Joy McArthur.

### Palmarès
| Date | Compétition                   | Lieu     | Résultat | Épreuve           | Performance |
| ---- | ----------------------------- | -------- | -------- | ----------------- | ----------- |
| 1996 | Championnats du monde juniors | Sydney   | 6e       | Lancer du disque  | 51,56 m     |
| 1997 | Jeux de l'Asie de l'Est       | Busan    | 3e       | Lancer du disque  | 51,90 m     |
| 2000 | Championnats d'Asie           | Djakarta | 2e       | Lancer du marteau | 58,64 m     |
| 2001 | Jeux de l'Asie de l'Est       | Osaka    | 3e       | Lancer du disque  | 50,87 m     |
| 2003 | Championnats d'Asie           | Manille  | 5e       | Lancer du disque  | 54,08 m     |
| 2005 | Championnats d'Asie           | Incheon  | 4e       | Lancer du disque  | 56,23 m     |
| 2005 | Championnats d'Asie           | Incheon  | 3e       | Lancer du marteau | 62,62 m     |
| 2005 | Jeux de l'Asie de l'Est       | Macao    | 3e       | Lancer du disque  | 54,28 m     |
| 2005 | Jeux de l'Asie de l'Est       | Macao    | 3e       | Lancer du marteau | 63,67 m     |
| 2006 | Jeux asiatiques               | Doha     | 4e       | Lancer du disque  | 52,26 m     |
| 2006 | Jeux asiatiques               | Doha     | 4e       | Lancer du marteau | 59,74 m     |
| 2009 | Championnats d'Asie           | Canton   | 4e       | Lancer du disque  | 55,14 m     |
| 2009 | Championnats d'Asie           | Canton   | 3e       | Lancer du marteau | 61,99 m     |
| 2010 | Jeux asiatiques               | Canton   | 6e       | Lancer du disque  | 50,28 m     |
| 2010 | Jeux asiatiques               | Canton   | 3e       | Lancer du marteau | 62,94 m     |
| 2011 | Championnats d'Asie           | Kōbe     | 8e       | Lancer du disque  | 49,24 m     |
| 2011 | Championnats d'Asie           | Kōbe     | 3e       | Lancer du marteau | 62,50 m     |

### Records
| Épreuve           | Performance | Lieu        | Date            |
| ----------------- | ----------- | ----------- | --------------- |
| Lancer du disque  | 58,62 m     | Gifu        | 12 mai 2007     |
| Lancer du marteau | 67,77 m     | Fujiyoshida | 31 juillet 2004 |